# Форт-Новосел (Алабама)
Форт-Новосел (англ. Fort Novosel) — переписна місцевість в окрузі Дейл, штат Алабама, США.
Тут розташована база армійської авіації США.

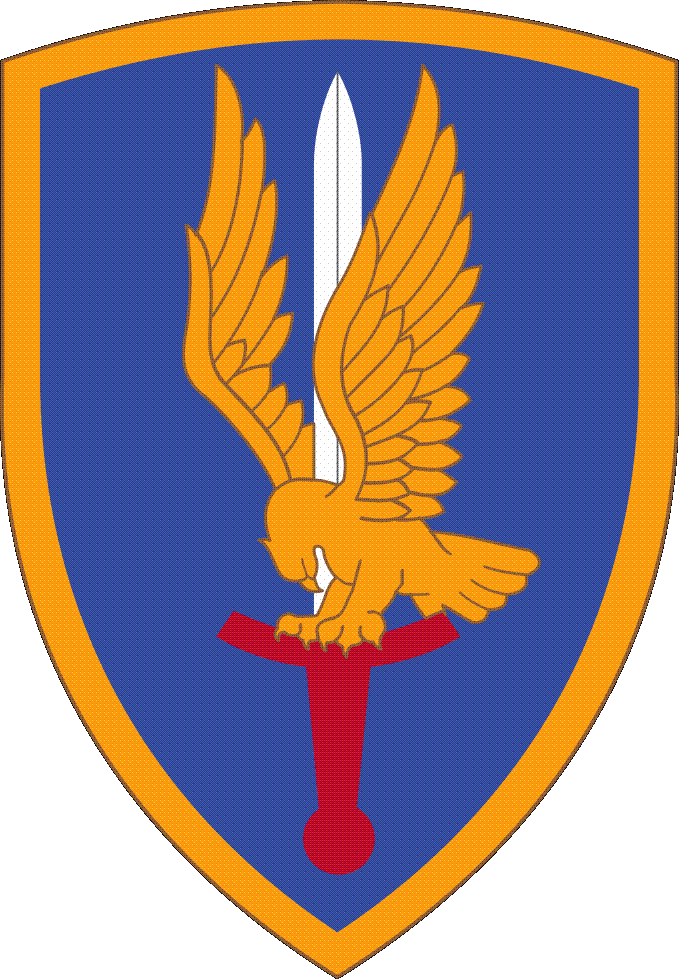
Знак 1-ї авіаційної бригади США, Форт-Новосел

## Демографія
За даними перепису 2010 року в місцевості мешкало 4636 осіб. 
Медіанний вік жителів: 24.5 років;
по Алабамі: 35.8 років.

### Доходи
Розрахунковий медіанний дохід домогосподарства в 2009 році: $44,157 (у 2000: $34,603);
по Алабамі: $40,489.
Розрахунковий дохід на душу населення в 2009 році: $17,398.
Безробітні: 10,9 %.

### Освіта
Серед населення 25 років і старше: 
Середня освіта або вище: 97,3 %;

Ступінь бакалавра або вище: 27,9 %;

Вища або спеціальна освіта: 6,3 %.

### Расова / етнічна приналежність (перепис 2010)
Білих — 3603; 

 Афроамериканців — 553; 

 Індіанців та корінних мешканців Аляски — 38; 

 азіатів — 62; 

 Корінних жителів Гавайських островів та інших островів Тихого океану — 11; 

 Латиноамериканців — 614; 

 Інших — 144; 

 Відносять себе до 2-х або більше рас — 225. 

## Нерухомість
Розрахункова медіанна вартість будинку або квартири в 2009 році: $135,490 (у 2000: $85,000);
по Алабамі: $119,600.
Медіанна орендна плата в 2009 році: $932.